# 法國外籍兵團第2外籍步兵團
法國外籍兵團第二外籍步兵團（法文：2e régiment étranger d'infanterie）是法國外籍兵團的一員，駐紮於法國加爾省尼姆，目前隸屬於法國第6輕裝甲旅。

## 沿革
- 1841年：部隊創立。
- 1848年：部隊旗授旗。
- 1855年：參加克里米亞戰爭中的塞瓦斯托波爾圍城戰。
- 1856年：於阿爾及利亞作戰。
- 1859年：參加第二次義大利獨立戰爭。
- 1863年：卡梅倫之戰，Danjou上尉（法文：Capitaine Danjou）率領的部隊英勇地作戰。
- 1884年：遠征印度支那、參加東京之戰。
- 1892年：參加貝南遠征軍。
- 1898年：參加馬達加斯加遠征軍。
- 1907年：參加摩洛哥遠征軍。
- 1926年：再次進行摩洛哥遠征。
- 1946年：前往法屬印度支那，參加法越戰爭（至1956年）。
- 1954年：參加阿爾及利亞戰爭（至1962年）。
- 1979年：前往查德。
- 1983年：前往黎巴嫩。
- 1989年：前往加彭。
- 1991年：參加波斯灣戰爭。
- 1992年：柬埔寨內戰結束後，加入聯合國部隊駐紮柬埔寨。
- 1993年：至波士尼亞戰爭與盧安達內戰負責維和行動。

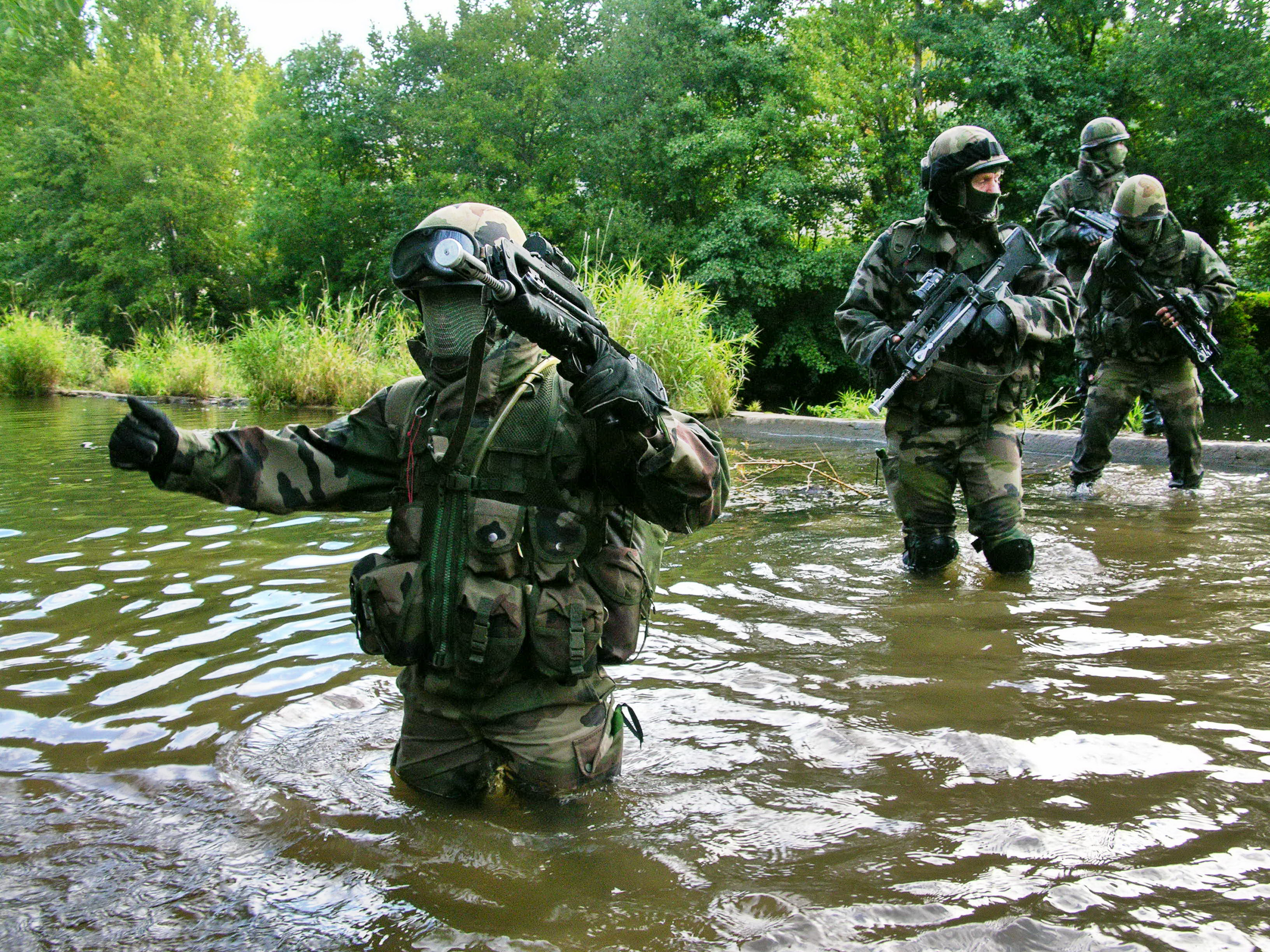
訓練中的隊員

- 1996年：前往馬其頓共和國。
- 2001年：參加阿富汗戰爭與科索沃戰爭。
- 2002年：前往象牙海岸。

## 編制
- 團本部
- 本部連
- 第1連 - VAB
- 第2連 - VAB
- 第3連 - VAB
- 第4連 - VAB
- 第5連 - VAB
- 反戰車連
- 偵查支援連（1個偵查排、1個反戰車排、1個重迫擊砲排）
- 管理支援連（武器、車輛及通信等整備。）
- 本團約有1,230名成員，為法國陸軍最大的步兵團。

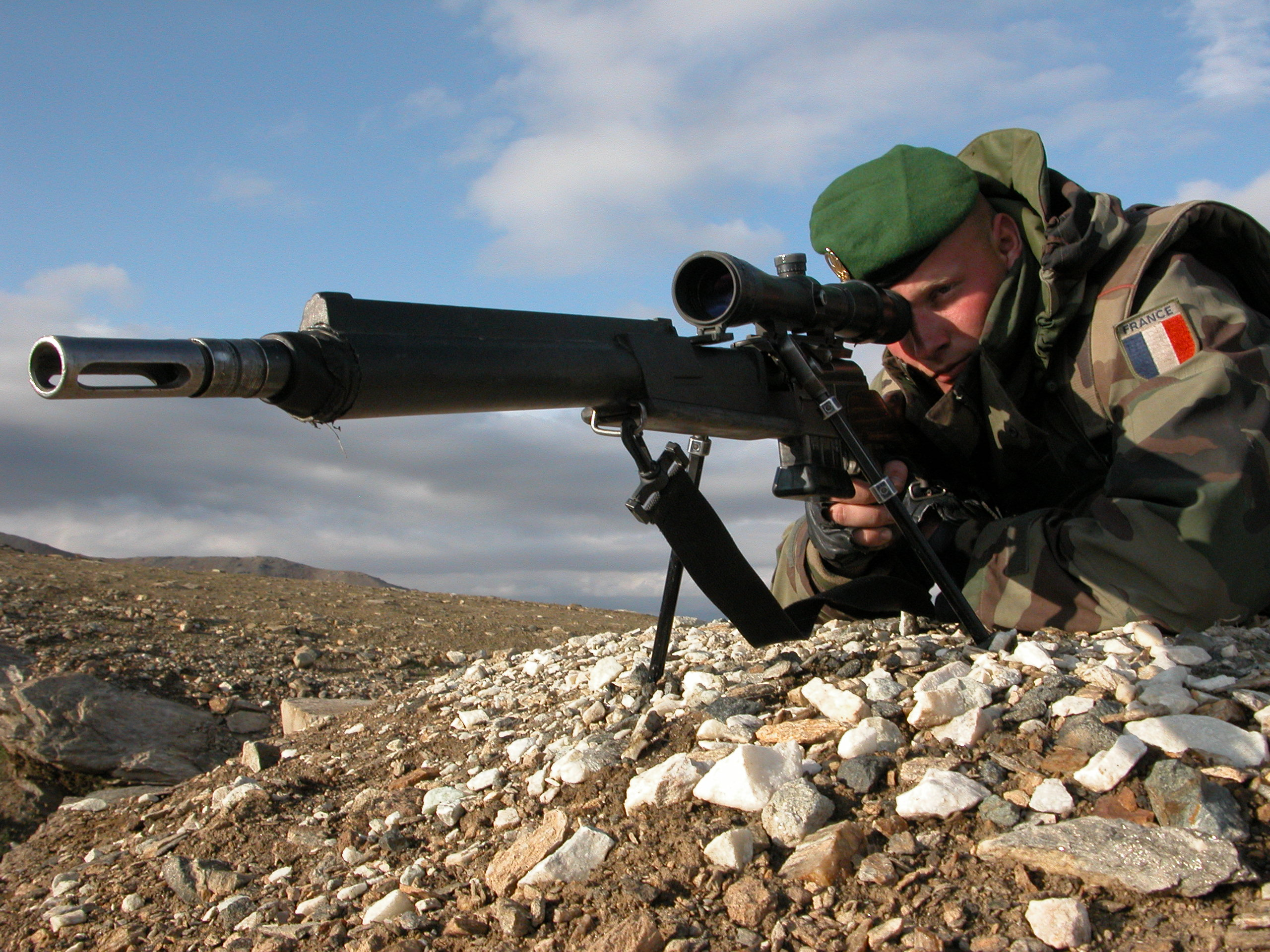
使用FRF2狙擊槍的士兵

- 擁有約200台車輛。

## 裝備
- 貝瑞塔92
- FAMAS
- FR-F2
- FN Minimi
- AAT-F1
- AA-52
- 白朗寧M2
- HK416
- RTF1 120mm迫擊砲
- LLR 81mm迫擊砲
- ERYX反坦克導彈
- 米蘭反坦克飛彈
- HOT式反坦克飛彈
- AMX-10RC裝甲車
- VAB裝甲車
- VBL裝甲車
- 標緻P4
- TRM 2000卡車
- TRM 10000卡車
- GBC 180卡車

## 外部連結
- Le portail de la Légion étrangère 法國外籍兵團 （页面存档备份，存于） （法文）（英文）